# Hemistola incommoda
Hemistola incommoda är en fjärilsart som beskrevs av Louis Beethoven Prout 1912. Hemistola incommoda ingår i släktet Hemistola och familjen mätare. Inga underarter finns listade i Catalogue of Life.